# Marie Speyer
Marie Speyer (* 13. Juli 1880 in Vianden; † 18. Juni 1914 in Luxemburg) war eine luxemburgische Germanistin, Lehrerin und Schulleiterin.

## Leben
Marie Speyer wurde als Tochter des Obergerichtsrats Johann Peter Speyer und der Anna-Marie Botzem geboren. Nachdem sie 1898 das pädagogische Diplom und von 1901 bis 1904 verschiedene Fähigkeitsdiplome in ihrem Heimatland Luxemburg erworben hatte, zog sie in die Schweizer Stadt Freiburg im Üechtland. An der Universität Freiburg studierte sie von 1905 bis 1909 deutsche und französische Literatur, unter anderem bei Wilhelm Kosch. Nach ihrem Studienaufenthalt in Prag 1908 promovierte Speyer ein Jahr später mit einer Dissertation über Friedrich Wilhelm Weber als erste Frau an der Universität Freiburg. Sie war Mitgründerin und von 1910 bis 1911 Leiterin des kantonalen Mädchengymnasiums in Freiburg (später Kollegium Heilig Kreuz). Danach war sie von 1911 bis 1914 als Vizedirektorin des staatlichen Mädchengymnasiums in Luxemburg tätig.

## Werke
- Friedrich Wilhelm Weber und seine Beziehung zum deutschen Altertum. Freiburg 1909 (Dissertation).
- Erinnerungsblätter, ausgewählte Vorträge und Aufsätze. 1930.